# Paenula

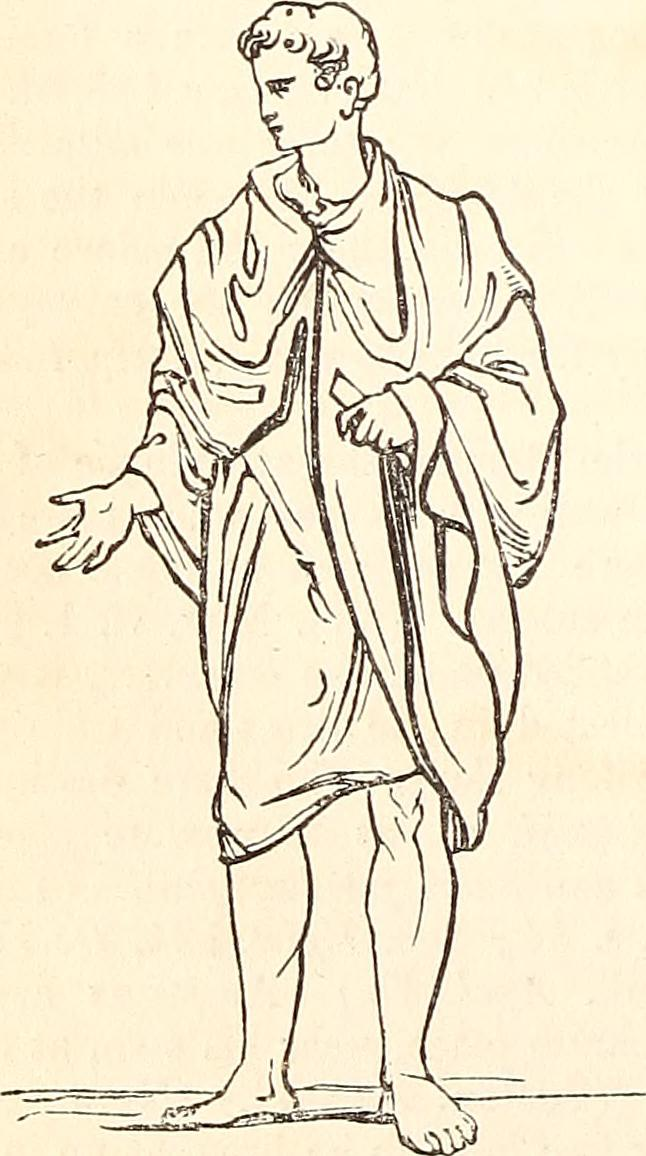
Paenula

Paenula byl kožený nebo vlněný plášť nošený starými Římany. Původně nošený otroky, vojáky a lidmi nižšího postavení. 

## Historie
Ve třetím století jej začali používat módní lidé pro pohodlnou jízdu i jako cestovní plášť. Podle zákona proti přepychu z roku 382 (Codex Theodosianus), měli plášť pro každodenní nošení používat římští senátoři. A to, místo, do té doby používaného, vojenského pláště zvaného chlamys. Tógy byly vyhrazeny pro státní příležitosti.